# 115年安条克地震
115年安条克地震是指公元115年发生于羅馬帝國安条克地区的强烈地震。该次地震被认为发生于公元115年12月13日，最大烈度为11度，震级达到现代标准的Ms 7.5级。除了导致大量伤亡外，地震还引发了毁坏滨海凯撒利亚港口的海啸。正准备讨伐安息帝国的罗马帝国皇帝图拉真和其养子哈德良受困，但仅受轻伤，最后成功生还，并开始重建城市。

## 构造背景
安条克地区地处非洲板块和阿拉伯板块间的死海断层、安那托利亚板块和阿拉伯板块间的东安那托利亚断层以及安那托利亚板块和非洲板块间的塞浦路斯弧的三叉汇接区附近。这座城市自公元前3世纪建成起，在两千年间曾多次受到大地震的影响。死海断层北部的勘探结果表明，自公元100年起，沿着该断层的米西亚夫段曾发生过3次地震，最早的一次可能与115年地震有关。

## 影响
作家卡西乌斯·狄奥在他的著作《罗马历史》中描述了这场地震。书中说，因为图拉真正在安条克过冬，那里满是从罗马帝国各地赶来的士兵和平民。伴着一声巨响，地震开始了，随后地面开始剧烈晃动。许多树被整棵抛向空中，居民也难逃一命。很多人被掉落的碎片砸死，还有人被困。后续几天发生的余震夺去了一些幸存者的生命，被困人员因得不到救援而饿死。图拉真设法跳窗离开房间，仅受轻伤。由于地震现场过于危险，他和随扈转移到露天竞技场避难。
地震还使阿帕米亚和贝鲁特这两座城市遭到严重破坏，并引发海啸袭击凯撒利亚和亚夫内。根据在港外半米厚的海啸堆积物判断，滨海凯撒利亚的港口可能被海啸摧毁。
本次地震伤亡人数的来源可能并不确定，因为这一数字仅仅出现在最近一百年的研究成果中。

## 重建
重建工作在图拉真的指导下进行，但似乎直到哈德良时期才完成。为纪念城市的灾后重建，图拉真在安条克新建的剧院树立起由雕塑家欧提开德斯制作的堤喀的雕像。
此外，所有从安条克发掘出的镶嵌画都是在震后创作的。